# Sönke Sönksen
Sönke Sönksen (n. 2 martie 1938, Meldorf, Schleswig-Holstein, Germania – d. 15 noiembrie 2024) a fost un călăreț ce a reprezentat Germania, medaliat olimpic. A participat la o ediție a Jocurilor Olimpice (1976) în care a câștigat o medalie de argint.

## Participări
Lista de mai jos prezintă principalele competiții la care a participat Sönke Sönksen de-a lungul carierei.
- equestrian at the 1976 Summer Olympics – team jumping[*]